# خداقلی (هوراند)
خداقلی یکی از روستاهای استان آذربایجان شرقی است. که در دهستان دودانگه شهرستان هوراند واقع شده‌است. این روستا ۲۶ الی ۵۱ نفر جمعیت دارد.

## جمعیت
این روستا در دهستان دودانگه قرار دارد و براساس سرشماری مرکز آمار ایران در سال ۱۳۸۵، جمعیت آن ۵۱ نفر (۱۳خانوار) بوده‌است.